# Cheiridium danconai
Cheiridium danconai är en spindeldjursart som beskrevs av Vitali-di Castri 1965. Cheiridium danconai ingår i släktet Cheiridium och familjen dvärgklokrypare. Inga underarter finns listade i Catalogue of Life.